# Kizljar
Kizljar (in russo Кизля́р?) è una città della Russia europea meridionale, situata nella Repubblica Autonoma del Daghestan. È il capoluogo del rajon Kizljarskij, pur essendone amministrativamente autonoma essendo posta sotto la diretta giurisdizione della Repubblica autonoma.
Sorge nella parte centrale della Repubblica, nella zona deltizia del Terek, circa 170 chilometri a nordovest della capitale Machačkala.